# Гарнаев, Юрий Александрович
Ю́рий Алекса́ндрович Гарнаев (4 [17] декабря 1917, Балашов, Саратовская губерния — 6 августа 1967, Ле-Ров) — советский лётчик, заслуженный лётчик-испытатель СССР (1964), Герой Советского Союза (1964).

## Биография

### Ранние годы
Родился 4 (17) декабря 1917 года в городе Балашов (ныне — Саратовской области). В 1933 году учился в Ленинграде на судомеханика, работал кочегаром на пароходе "Республика". С 1934 года жил в посёлке Лопасня (ныне — город Чехов) Московской области. В 1936 году окончил три курса Подольского индустриального техникума Московской области, но из-за материальных трудностей оставил учёбу и стал работать токарем на Лианозовском вагоноремонтном заводе. Начал летать в Мытищинском аэроклубе, 17 июня 1937 года совершил первый самостоятельный полет. В следующем году он окончил аэроклуб и был призван в армию.

Об авиации я сначала даже не мечтал — время было слишком трудное. Семья наша жила бедно, я ведь наелся в первый раз досыта, когда попал уже в лётную школу.

### Лётная карьера
В 1939 году окончил Энгельсское военное авиационное училище лётчиков.
С 1940 служил в истребительной авиации ВВС в Забайкалье, в Улан-Удэ был инструктором в Забайкальской военной школе пилотов. Член коммунистической партии с 1941 года. Участвовал в советско-японской войне в должности штурмана 718-го истребительного авиационного полка 12-й воздушной армии на Забайкальском фронте, выполнил 11 боевых вылетов. В декабре 1945 года был осуждён военным трибуналом 9-й воздушной армии за нарушение режима секретности и уволен из армии. Досрочно освобождён в октябре 1948 года.
С января 1949 года технолог Лётно-исследовательского института  (ЛИИ), г. Жуковский.
С января по декабрь 1951 парашютист-испытатель, с 24 декабря 1951 года — лётчик-испытатель ЛИИ.
В 1953 году окончил курсы при Школе лётчиков-испытателей Минавиапрома СССР, где позднее работал инструктором.
В 1954 провёл испытания вертолёта Ми-3 на режимы авторотации.
В 1957 испытывает опытные автопилоты на вертолёте Ми-4.
В этом же году проводит испытания «Турболёта», в 1958 году демонстрирует его на воздушном параде в Тушино.
В 1958 провёл эксперимент по испытанию средства спасения экипажа вертолёта, включавший отстрел лопастей несущего винта на вертолёте Ми-4 в полёте.
Проводил испытания по поискам приемлемого для пилота средней квалификации способа выполнения вынужденной посадки на сверхзвуковом истребителе.
Участвовал в подготовке первых советских космонавтов к полётам в условиях невесомости в специально оборудованных самолётах-лабораториях (Ту-104АК).
В 1959 году восстановлен в коммунистической партии (член КПСС).
К 1960 году командир лётного отряда, член методического Совета ГКАТ, инспектор по технике пилотирования ГКАТ.
В 1960 году в составе делегации Минавиапрома СССР по правительственному заданию посетил США. Освоил американские вертолёты фирмы «Боинг Вертол» V-44, Сикорского S-58 — которые исследовал в лётных испытаниях после их поставки в СССР.
Когда у Гарнаева спрашивали, кем он себя считает, он, не называя себя даже лётчиком, отвечал, что всю жизнь считал себя прежде всего рабочим. И это верно. Он был безотказным рабочим неба, но настолько творческим, что в смелый почерк своих полётов всегда вносил настоящую поэзию, основа которой прежде всего в особом, поэтическом восприятии мира.
16 июля 1964 года в испытательном полёте потерпел катастрофу пилотируемый Гарнаевым винтокрыл Ка-22. Он остался жив, хотя последним прыгал с парашютом. Второй пилот прыгнул, но получил удар винтом по голове и погиб в воздухе, не раскрывая парашют. А третий лётчик, полковник, командир части, и бортинженер почему-то не прыгали, они упали вместе с винтокрылом.
21 августа 1964 года ему присвоены звания «Герой Советского Союза» и «Заслуженный лётчик-испытатель СССР».
В 1965 году участвовал в составе советской делегации в XXVI международном авиасалоне в Ле Бурже с демонстрацией вертолётной техники. Затем осуществлял полёты в ряде стран Европы на производство уникальных лётных монтажных работ с внешней подвески вертолёта по контракту с французской фирмой Sud Aviation.
Выезжал в Египет для передачи вертолётов Ми-4 и обучения египетских лётчиков.
Участник множества показов авиационной техники как в СССР, так и за рубежом.
К 1960 году освоил 90 типов летательных аппаратов, а затем ещё несколько десятков, в их числе: По-2 (У-2), Р-5, И-5, И-15Бис, УТИ-4, И-16, Як-9, Як-3, S-58, вертолёт V-44, Ми-1, Ми-3, Ми-4, Ми-6, Ми-8, Ми-10, Ка-18, винтокрыл Ка-22, вертолёт Як-24, Турболёт, Як-36, «Алуэтт» II, «Алуэтт» III, Ту-14, Ту-16, Ту-104, Ан-10, МиГ-15УТИ, МиГ-21Ф.
Всего более 120 типов летательных аппаратов.

### Гибель
Юрий Александрович Гарнаев погиб 6 августа 1967 года в катастрофе вертолёта Ми-6ПЖ при тушении с воздуха лесных пожаров во Франции. Похоронен в Москве на Новодевичьем кладбище.
В воскресенье вечером, 6 августа 1967 года, во Франции при тушении большого лесного пожара, в сложных условиях гористой местности потерпел катастрофу вертолёт Ми-6.
   Экипаж в составе: командира корабля — Героя Советского Союза, заслуженного лётчика-испытателя СССР Ю. А. Гарнаева, второго пилота Ю. Н. Петера, штурмана В. Ф. Иванова, бортинженера С. А. Бугаенко, бортрадиста Б. Н. Столярова, инженеров-испытателей А. Я. Чулкова, В. П. Молчанова и двух французских специалистов: Сандоза и Тэпфера — погиб.
Расследование катастрофы вертолёта Ми-6ПЖ вела французская сторона. Данных об официальных выводах, к которым пришла французская комиссия, в русскоязычных источниках обнаружить не удалось.
Однако до настоящего времени существует несколько версий причин катастрофы:
1. Вертолёт задел скалу (по другим данным линию электропередач) хвостовым винтом, который разрушился. После чего корпус вертолёта начал произвольно раскручиваться вокруг вертикальной оси. Экипаж пытался посадить вертолёт на площадку сверху плоскогорья, однако вертолёт, вращаясь, сорвался с обрыва и упал вниз на горящий в ущелье лес.
2. Резкая потеря высоты из-за помпажа двигателя в результате попадания вертолёта в зону высокой температуры в момент нахождения над горящим лесом[8].
3. По устным заявлениям Шеф-пилота ОКБ Миля В.П.Колошенко мог иметь место диверсионный акт.[9]
4. Заслуженный лётчик-испытатель РФ, Герой России Александр Юрьевич Гарнаев утверждает (досл.цит.): «В катастрофе Ми-6 экипажа Юрия Гарнаева документально зарегистрированная траектория движения вертолёта непосредственно перед столкновением с землёй – в точности соответствовала десяткам / сотням последующих катастроф вертолётов при разрушении в полёте привода (трансмиссии) хвостового винта. Данная техническая версия была изначально озвучена сразу, но тогда её из рассмотрения исключили… даже как вариант – в приказном порядке. Политически тогда было воспрещено предполагать хотя бы что-то “порочащее” советскую технику перед “мировым империализмом”!» [10]

### Семья
- Сын Станислав Юрьевич Гарнаев (род. 3 июля 1938) — ведущий инженер Лётно-исследовательского института имени М.М.Громова.
- Дочь Альбина Юрьевна Гарнаева (род. 6 марта 1940) — кандидат биологических наук, преподаватель биофака Днепропетровского государственного университета, доцент.
- Сын Александр Юрьевич Гарнаев (род. 1 сентября 1960) — советский и российский лётчик-испытатель. Герой Российской Федерации (15.01.1998). Заслуженный лётчик-испытатель Российской Федерации (21.09.2002).
- Дочь Галина Юрьевна Гарнаева (род. 31 августа 1952) [11].

- Внучка — Окса́на Миха́йловна Гарна́ева (род. 30 октября 1972 года, Жуковский, Московская область, СССР), основатель и директор благотворительного фонда помощи детям-сиротам и малоимущим многодетным семьям имени Героя Советского Союза, заслуженного лётчика-испытателя СССР Ю. А. Гарнаева «Русская берёза» в Жуковском. В 1980—1987 годах училась в средней школе № 3, в 1987—1988 годах в средней школе № 12, окончила в 1988—1990 годах вечернюю рабочую школу. Окончила юридический факультет СГУ. В 1989—2000 годах работала Опытно-конструкторском Бюро имени А. И. Микояна. В 2000—2010 годах работала в Богоявленском кафедральном соборе г. Москвы. Член Общественной палаты г. Жуковский. Член Совета по защите семьи и традиционных семейных ценностей при Уполномоченном по правам ребёнка при Президенте Российской Федерации и руководитель Комиссии по защите семей с несовершеннолетними детьми, находящихся в трудной жизненной ситуации. Участник Всероссийского родительского форума. Член Национальной родительской ассоциации. В 2013 году награждена Орденом святой великомученицы Анастасии, а также имеет медаль «За защиту прав человека в московской области» и премию губернатора Московской области «Наше Подмосковье». Мать 4 своих детей и 14 приёмных.

- Правнук — Серафи́м Мара́тович Сашли́ев (род. 2 октября 1996 года, Жуковский, Московская область, СССР) — российский тележурналист, специальный корреспондент и ведущий первого православного телеканала «Спас». В 2018 году окончил факультет социологии и политологии Финансового университета при Правительстве Российской Федерации получив бакалавра политологии, защитив дипломную работу по теме «Репрезентация идеологического дискурса РПЦ в современной России». В 2020 году окончил магистратуру Высшей школы (факультета) телевидения МГУ имени М. В. Ломоносова, защитив под научным руководством В. Т. Третьякова диссертацию по теме «Проповедь, публицистика, пропаганда (к проблеме субъективности общественно-политической тележурналистики)». С 2018 года — специальный корреспондент и телеведущий первого православного телеканала «Спас». В 2020 году создал собственный YouTube-канал, где обсуждаются важные вопросы, связанные с религией и её местом в современном мире. Неоднократный лауреат президентских премий для поддержки талантливой молодёжи.

## Награды
- Медаль «Золотая Звезда» № 11212, 21 августа 1964 года.
- Орден Ленина (1964).
- Орден Отечественной войны 1 степени (1945).
- Орден Трудового Красного Знамени (1957).
- Медаль «За победу над Японией».

## Память
- Улица в городе Улан-Удэ.
- Улица в городе Феодосия.
- Улица в городе Жуковский.
- Улица в городе Чехов.
- Площадь в городе Симферополе.
- Мемориальная табличка на доме, где жил Ю. А. Гарнаев в городе Жуковском и городе Балашове.
- В городе Ле Ров (Франция) памяти погибшего экипажа установлен памятник[15][16] координаты 43.36139 5.23167.
- Его именем назван теплоход, базирующийся в Феодосийском порту.
- «Гимназия имени Героя Советского Союза Ю. А. Гарнаева», г. Балашов.
- МОУ Школа № 5 имени Ю. А. Гарнаева в городе Жуковском.
- Мемориальный музей в МОУ Школа № 5 имени Ю. А. Гарнаева в городе Жуковском.
- В Балашовском краеведческом музее есть экспозиция, посвящённая Ю. А. Гарнаеву.
- Его именем назван благотворительный фонд помощи многодетным семьям и детям-сиротам «Русская Берёза».

## Документальные фильмы
- Люди земли и неба Автор сценария Борис Добродеев, режиссёр Семён Аранович. Ленинградская студия документальных фильмов, 1969.
- Смертельная вертикаль лётчика Гарнаева Фильм Георгия Ратушева, Студия “Крылья России”, 2007.
- Герой Советского Союза Юрий Гарнаев Студия “Крылья России” из цикла “Дороже золота”, 2008.
- Александр Гарнаев Фильм Виктории Гусевой из цикла “Герои России”.